# Eupithecia regina
Eupithecia regina är en fjärilsart som beskrevs av Taylor 1906. Eupithecia regina ingår i släktet Eupithecia och familjen mätare. Inga underarter finns listade i Catalogue of Life.